# Vladimir Evgen'evič Zacharov
Vladimir Evgen'evič Zacharov (in russo Владимир Евгеньевич Захаров?; Kazan', 1º agosto 1939 – Mosca, 20 agosto 2023) è stato un fisico, matematico e poeta russo, noto per i suoi contributi alla dinamica non lineare.

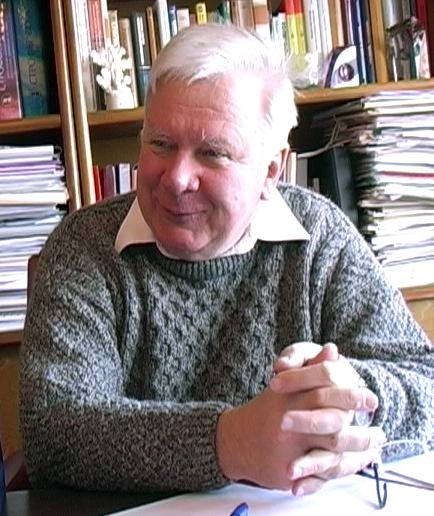
Vladimir Zacharov nel suo ufficio nel 2003

Era membro della American Mathematical Society e dell'Accademia russa delle scienze.

## Biografia
Vladimir Zacharov è nato a Kazan', nella RSFS Russa, nel 1939, da Evgenij ed Elena Zacharov, rispettivamente ingegnere e insegnante. Ha studiato all'Istituto di ingegneria energetica di Mosca e all'Università statale di Novosibirsk, dove ha conseguito la laurea specialistica in fisica nel 1963 e il dottorato nel 1966, lavorando con Roald Sagdeev. Scrisse poesie e le sue opere sono state pubblicate su Novyj Mir negli anni '90 e 2000, alcune sono state anche tradotte e pubblicate in lingua inglese.

## Carriera accademica e ricerca
Dopo aver completato il suo dottorato, Zacharov lavorò come ricercatore presso l'Istituto Budker di fisica nucleare a Novosibirsk, dove nel 1971 ha conseguito il titolo di "dottore in scienze". Nel 1974 Zacharov si trasferì all'Istituto Landau di Fisica Teorica a Černogolovka, dove divenne in seguito direttore. Fu eletto membro corrispondente dell'Accademia delle scienze dell'Unione Sovietica nel 1984 e membro a pieno titolo nel 1991. Nel 1992, Zacharov è diventato professore di matematica presso l'Università dell'Arizona e nel 2004 direttore del settore di fisica matematica presso l'Istituto di fisica Lebedev, a Mosca.
L'attività di ricerca di V. E. Zacharov è incentrata sul tema delle onde non lineari nelle varie branche della fisica: plasmi, oceanografia fisica, ottica non lineare, fisica dello stato solido e relatività generale. In particolare ha lavorato all'applicazione del metodo della trasformata inversa di scattering sull'equazione di Schrödinger non lineare per lo studio delle onde marine, assieme a Vladimir Belinskij ha sviluppato la trasformata di Belinskij-Zacŏharov per la ricerca di particolari soluzioni delle equazioni di campo di Einstein, e soprattutto è stato fra i principali sviluppatori della teoria della turbolenza d'onda, dove ha introdotto ed elaborato il concetto di cascata di energia (presa dalla turbolenza fluida). Proprio il suo lavoro sulla turbolenza d'onda è il motivo per cui nel 2003 fu premiato con la medaglia Dirac.

## Vita privata
Era sposato e aveva tre figli.

## Premi e riconoscimenti
- Premio di Stato dell'Unione Sovietica per le sue ricerche in fisica del plasma nel 1987
- Ordine d'Onore dell'Unione Sovietica nel 1989
- Premio di Stato della Federazione Russa per le sue ricerche sui solitoni nel 1993
- Medaglia Dirac del Centro Internazionale di Fisica Teorica Abdul Sallam nel 2003[8]
- Gli è stato intitolato l'asteroide 7153 Vladzakharov.[9]

## Opere principali

### Testi scientifici
- S. P. Novikov, S. V. Manakov, L. P. Pitaevskij, V. E. Zakharov, Theory of Solitons: The Inverse Scattering Method, Springer-Verlag (1984),ISBN 0-306-10977-8
- V. E. Zakharov, What is Integrability?, Springer-Verlag (1991),ISBN 0-387-51964-5
- V. E. Zakharov, V. S. L'vov, G. Falkovich, Kolmogorov Spectra of Turbulence I: Wave Turbulence, Springer-Verlag (1992),ISBN 0-387-54533-6

### Poesia
- Vladimir Zakharov, The Paradise of Clouds, Ancient Purple Translations (2009), ISBN 0-9563075-0-7